# Cerdaia testacea
Cerdaia testacea é uma espécie de cerambicídeos da tribo Achrysonini, com distribuição restrita ao Chile.